# Луна 11
Луна 11 е космически апарат, изстрелян от СССР по програмата Луна с цел изследване на Луната. Апаратът е ускорен към Луната след извеждане в околоземна орбита на 24 август 1966 г. Осъществено е влизане в окололунна орбита в 21:49 ст. време на 27 август.
Основните цели на мисията са изучаване на гама и рентгеновите емисии на Луната с цел установяване на нейния химичен състав; наличие на гравитационни аномалии; концентрация на метеоритни потоци в близост до Луната, както и интензивността на радиацията съставена от различни елементарни частици в окололунното пространство.
Осъществени са 137 радиосесии в продължение на 277 орбити около Луната, преди изтощаване на батериите на апарата на 1 октомври 1966 г.
Апаратът е модифицирана версия на Е-6, при която спускаемият модул е заменен с инструментален отсек, с налична камера (подобна на мисията Зонд 3) с цел заснемане на Луната от орбита. По неофициални данни постигнатата разделителна способност е около 15 – 20 m. Не са предадени снимки на Луната поради повреда с един от двигателите поддържащи ориентацията на апарата.
Осъществен е опит за установяване на ефективността на зъбна предавка в условията на вакуум, като подготовка за бъдещите мисии Луноход.

## Орбитални параметри
Орбитата на апарата е окололунна, с параметри:
- голяма полуос – 2414,5 km
- апоселен – 2931 km
- периселен – 1898 km
- ексцентрицитет – 0,22
- инклинация – 27°
- орбитален период – 178 min